# Northrop F-5
Northrop F-5A/B Freedom Fighter a F-5E/F Tiger II jsou jednomístné, nadzvukové stíhací letouny vyvinuté v 50. letech 20. století americkou firmou Northrop. F-5 byly menší a jednodušší než jejich současníci jako McDonnell Douglas F-4 Phantom II. Také pořizovací i provozní náklady měly nižší, což z nich učinilo populární exportní letadla. F-5 vznikl jako soukromý projekt lehkého stíhacího letounu ve firmě Northrop v 50. letech. Konstrukční tým navrhl malý stíhač s pokročilou aerodynamikou a dvěma kompaktními motory General Electric J85 se zaměřením na vyšší výkon a nízké náklady na údržbu. Letoun byl sice primárně určen pro roli denního stíhače k vybojování letecké nadvlády, ale je také schopný pozemních útoků. Do služby F-5A vstoupil na začátku šedesátých let. Během studené války bylo do roku 1972 pro americké spojence vyrobeno přes 800 strojů a ačkoli v té době Letectvo Spojených států amerických (USAF) nepotřebovalo lehký stíhací letoun, zakoupilo přibližně 1 200 letadel Northrop T-38 Talon, které byly založeny na stíhacím konceptu Northrop N-156. Značného nasazení se F-5 dočkal během války ve Vietnamu.
Po vítězství v mezinárodní soutěži stíhacích letadel v roce 1970 se program zaměřil na poskytování efektivních levných stíhaček americkým spojencům. V roce 1972 byla představena druhá generace F-5E Tiger II. Tato modernizace disponovala výkonnějšími motory, vyšší kapacitou paliva, větší nosnou plochou, jinými klapkami na náběžné i odtokové hraně pro lepší manévrovatelnost, upraveným systémem pro tankování paliva za letu a vylepšenou avionikou včetně radaru. Primárně byl používán americkými spojenci a v amerických službách zůstává jako cvičný letoun. Letoun byl schopný provádět různé úkoly, včetně vzdušného souboje a pozemních útoků. Celkem bylo do ukončení výroby v roce 1987 vyrobeno 1 400 ks F-5 Tiger II. V Hawthorne v Kalifornii bylo vyrobeno více než 3 800 F-5 a příbuzných pokročilých cvičných letounů T-38. Varianty F-5N/F slouží u amerického námořnictva a námořní pěchoty k výcviku vzdušných soubojů. V roce 2014 bylo ve službě asi 500 letounů.
F-5 byl také vyvinut do specializované průzkumné verze RF-5 Tigereye a dále posloužil jako výchozí bod pro řadu konstrukčních studií, které vyústily v námořní stíhací letouny Northrop YF-17 a F/A-18. Northrop F-20 Tigershark byl pokročilou variantou a nástupcem F-5E. Jeho program byl nakonec zrušen. Z identického programu jako F-5 pocházel i Northrop T-38 Talon.

## Vývoj

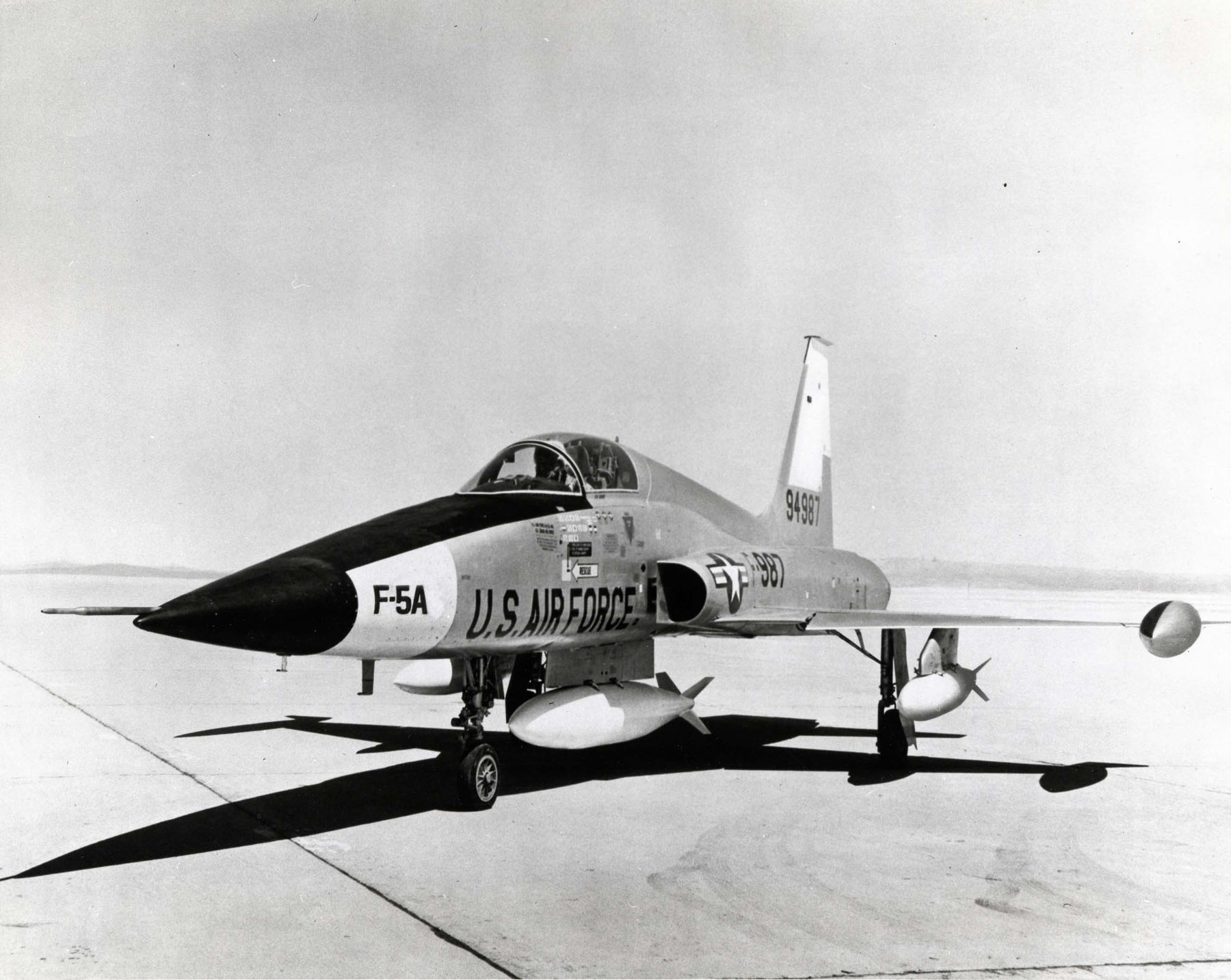
První prototyp Northrop YF-5A

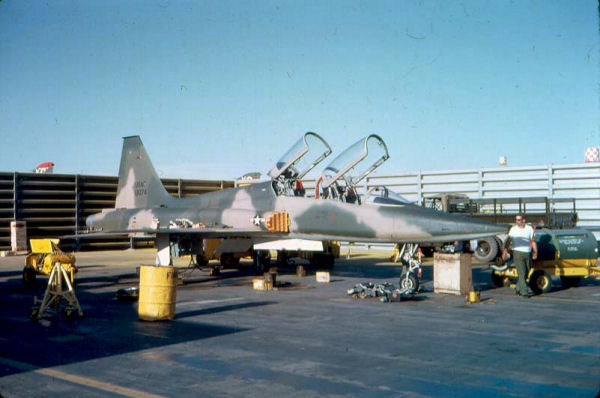
F-5B v Bien Hoa, 1966

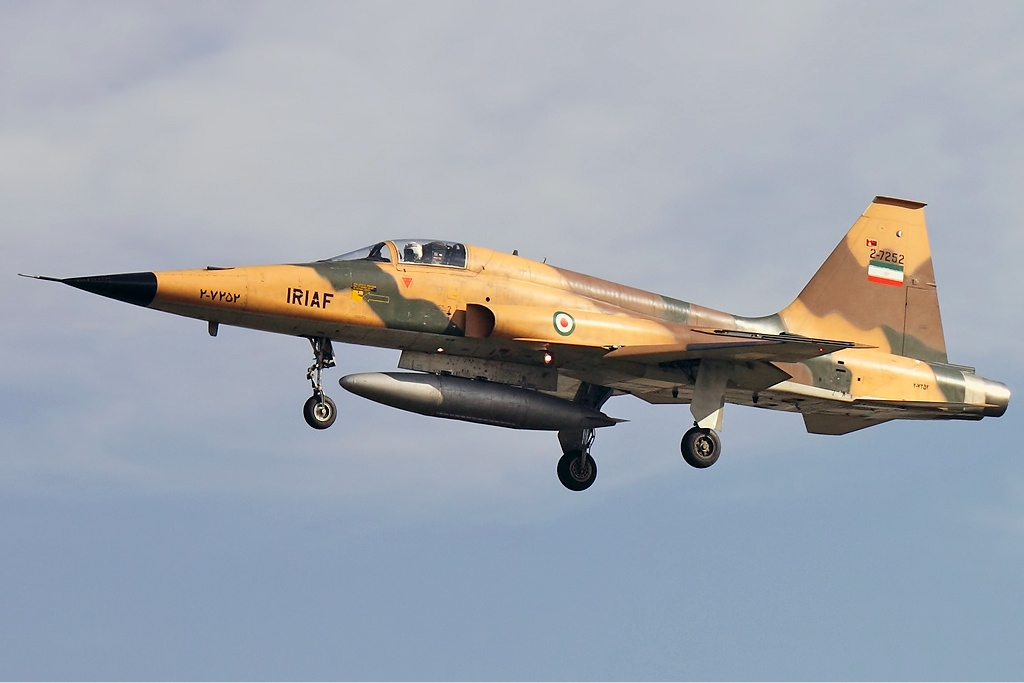
Northrop F-5E Tiger II (IRIAF)

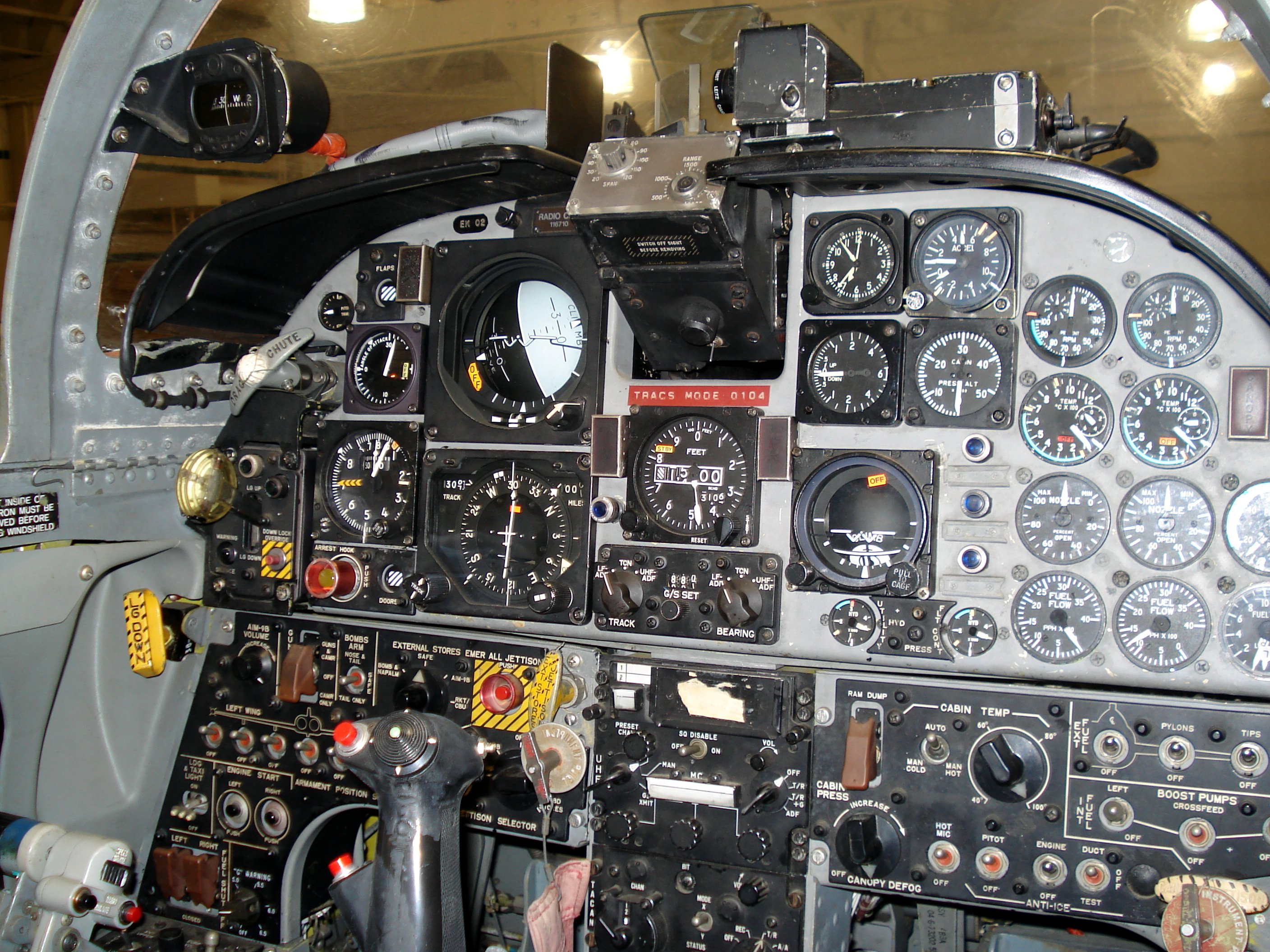
Kokpit CF-5

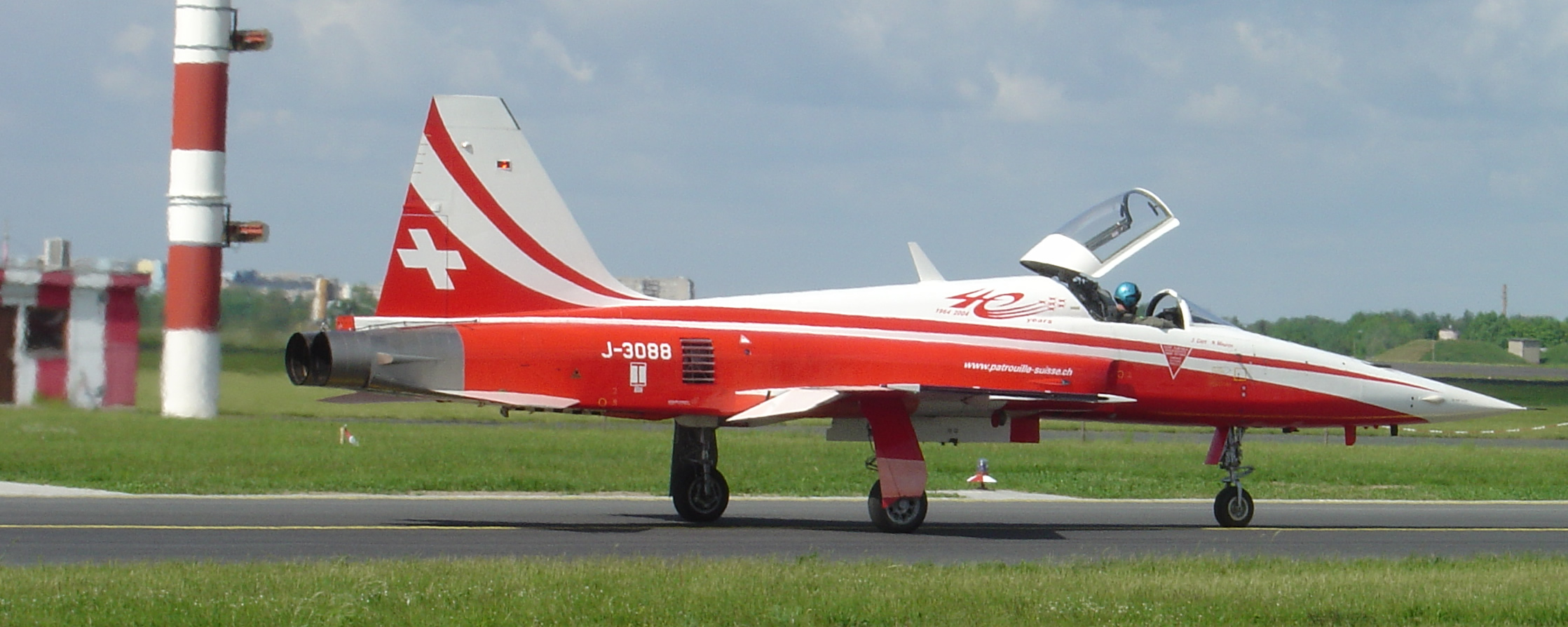
Northrop F-5 akrobatů Patrouille Suisse

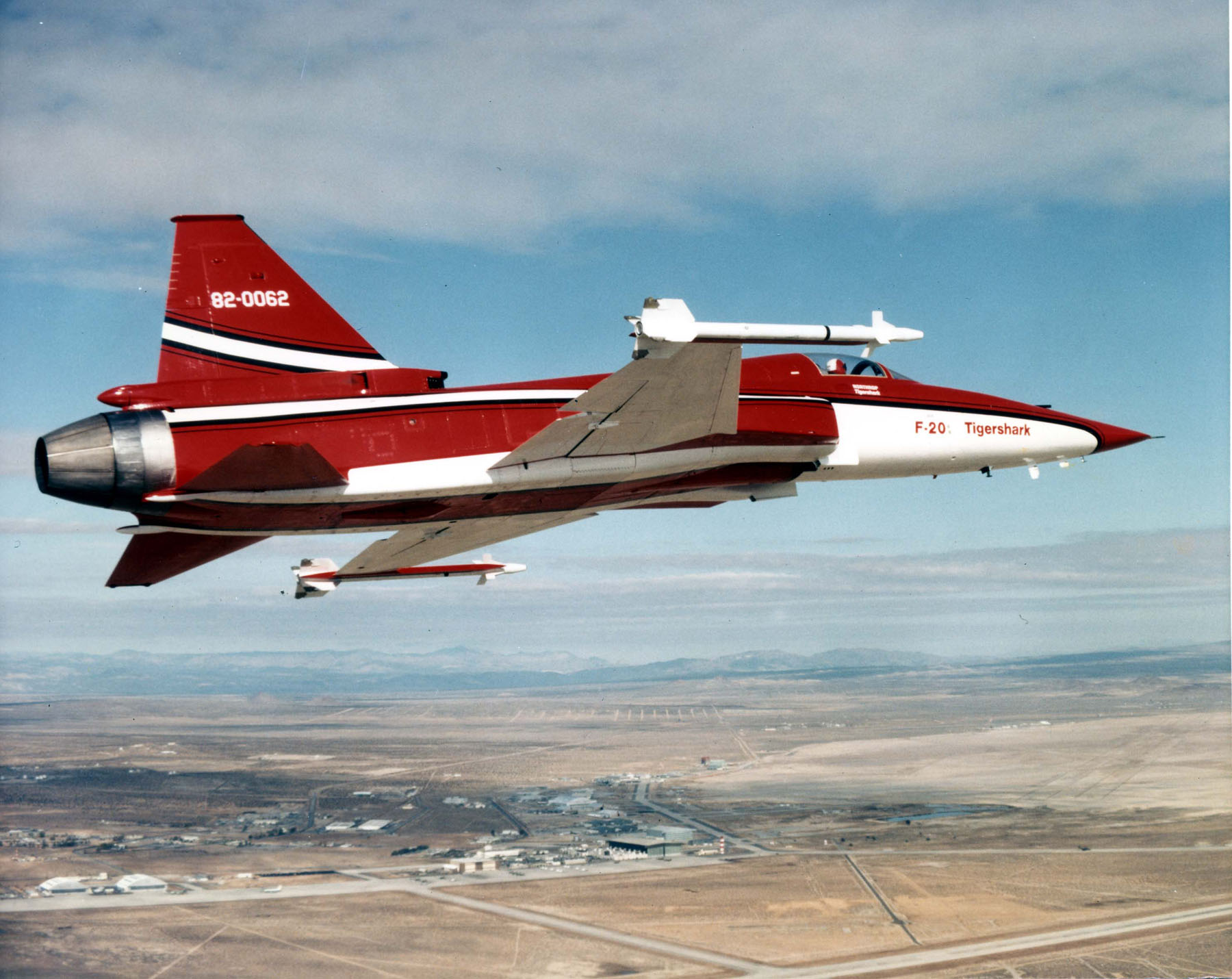
Northrop F-20 Tigershark

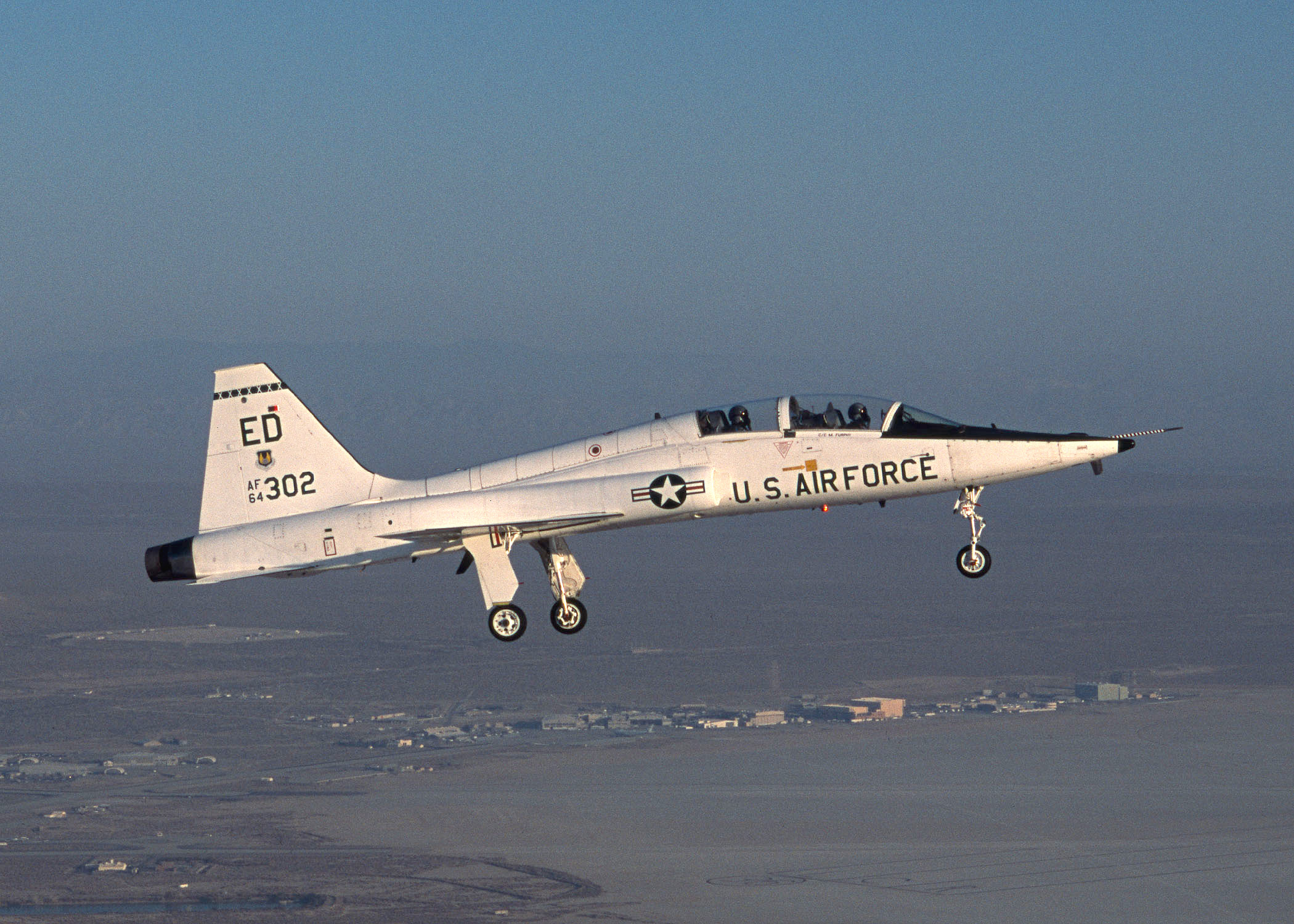
Northrop T-38 Talon

Vývoj letounu, označeného jako N-156F, začal v roce 1956 a 30. července 1959 vzlétl první prototyp (sériové číslo AF 59-4987) na letišti Northropu v kalifornském Palmdale, řízen továrním pilotem Lewem Nelsonem. Stroj poháněla dvojice motorů YJ85-GE-1 bez přídavného spalování, každý o tahu 9,34 kN. Již během tohoto prvního letu byla překonána rychlost zvuku. Společně s dvojicí dalších N-156F byly ověřovány letové charakteristiky a varianty výzbroje.
První jednomístný letoun F-5A bez kanónové výzbroje vznikl v červenci 1963 úpravou třetího prototypu N-156F (59-4989). Původní N-156F totiž postrádaly hlavňovou výzbroj. Byly pouze vybaveny radiolokátorem pro sledování vzdušného cíle a navádění raket, které bylo možno zavěsit na pět závěsníků. USAF je později využívalo k testům různé výzbroje pod označením NF-5A.
Cvičná dvousedadlová verze F-5B (63-8438) provedla svůj první let 24. února 1964. Výzbroj a přídavné palivové nádrže byly zavěšovány na sedm závěsníků pod trupem a křídlem. Kanónová výzbroj nebyla instalována, její místo zaujal přední pilotní prostor.
První F-5A pro program vojenské pomoci spojencům, MAP (Military Assistance Program), pro který byl letoun primárně vyvíjen, vzlétl 19. května 1964. Dodávky prvních sériových strojů byly dislokovány na základnu Williams AFB v Arizoně, kde probíhal výcvik pilotů a mechaniků ze zemí, které F-5 dostávaly do výzbroje.
Prvním zákazníkem F-5 se stalo íránské vojenské letectvo, které první letku začalo vyzbrojovat od ledna 1965 na domácí základně Mehrabad. Prostřednictvím MAP převzalo letouny F-5A/B řecké vojenské letectvo, Tchaj-wan, Jižní Korea, Filipíny, turecké letectvo, Etiopie, Thajsko, libyjské letectvo a Maroko. Jižní Vietnam z USA převzal 100 kusů F-5A/B. Norské královské letectvo obdrželo 35 strojů F-5 financovaných MAP a 61 zaplacených norskou vládou. Vzhledem k těžkým zimním provozním podmínkám byly vybaveny speciálním odledovacím zařízením, upravenými nasávacími otvory a teplovzdušnými tryskami ofukujícími čelní skla kokpitu. Kromě toho měly norské stroje instalovány záchytné háky pro zkrácení dojezdu po přistání na krátkých VPD. Takto upravené F-5 byly značeny F-5A (G) (74 kusů) a F-5B (G) (22 kusů).
Začátkem roku 1965 byly na náklady Northropu u jednoho sériového F-5A nahrazeny motory J85-GE-13 silnějšími J-85-GE-15 o statickém tahu 19,12 kN. Stroj s novými pohonnými jednotkami nesl označení F-5A-15, nebo F-5N. Na boky trupu mezi křídlo a ocasní plochy přibyly přisávací otvory, které dodávaly vzduch motorům při nízkých rychlostech. Příďová noha podvozku byla dvoupolohová, aby mohla na zemi zvýšit úhel náběhu. Délka vzletu se tak snížila o 25%.
V roce 1965 bylo 12 strojů vyjmuto z výroby pro MAP a upraveno pro bojový rozbor USAF ve Vietnamu. Verze označená F-5A TFS byla vybavena pevným nástavcem pro tankování paliva za letu a pancéřováním spodní části trupu. Takto modifikované F-5 byly 23. října dodány na vietnamské bojiště, kde vytvořily 4503. taktickou stíhací squadronu USAF (později přeznačená na 10. stíhací squadronu USAF). Během čtyř měsíců intenzivních testů (Operace Skoshi Tiger) bylo podniknuto na 2000 útoků na pozemní cíle. K doplňování paliva během letu byly využívány letouny Boeing KC-135 Stratotanker.
V únoru 1968 byl dohotoven první kanadský licenční F-5 z celkem 115 vyrobených jednosedadlových CF-5A a dvoumístných CF-5D pro Canadian Armed Forces. Licenční smlouva mezi společností Northrop Corporation a kanadskou vládou byla podepsána 27. září 1964 a o rok později se přistoupilo k její realizaci v montrealském závodě Canadair Ltd (zde nesly označení Canadair CL-219). Částečná výroba silnějších turbokompresorových motorů J-85-GE-15 s osmistupňovým axiálním kompresorem pro CF-5 probíhala v továrně Orenda Ltd v Maltonu. Poslední kanadský CF-5 s dvoupolohovou příďovou podvozkovou nohou, zlepšeným elektronickým vybavením a zaměřovačem byl dodán koncem roku 1970. Stroje měly také odolnější čelní sklo kabiny vůči střetu s ptáky s účinnějším odledovacím systémem a zařízení pro doplňování paliva za letu. Několik kusů bylo rovněž vybaveno přídí se třemi kamerami Vinten se sedmi zasklenými okénky. Kanadské letectvo stroje užívalo do konce 80. let minulého století, poté byly ještě některé odprodány.
Dne 22. května 1968 byl zalétán Freedom Fighter z další licenční produkce, a to ve Španělsku. Licenční smlouvu na 70 letounů uzavřel Northrop již v průběhu roku 1965 s leteckými závody Construcciones Aeronauticas S. A. (CASA) v Getafe u Madridu. Španělské letectvo objednalo celkem 36 dvoumístných F-5B (místní označení CE-9) a 34 jednomístných F-5A (C-9, průzkumná varianta pak CR-9). U mateřské továrny Northrop nesly označení SF-5. Prvních deset kusů bylo z USA dodáno v rozebraném stavu, první kompletně vyrobený stroj ze 70 u firmy CASA vzlétl v dubnu 1969. Poslední SF-5 byly jednotkám Ejército del Aire dodány koncem roku 1971. V roce 1991 prošlo 22 letounů SF-5B modernizačním procesem, zahrnujícím množství úprav draku, vybavení i motorů J85. Revize probíhaly u společnosti CASA v Getafe. Poslední španělskou jednotkou operující s SF-5 bylo 23. křídlo „Patas Negras“, složené ze squadron Esc. 231 a 232, na základně Talavera la Real u města Badajoz.
V polovině roku 1968 byl dodán první průzkumný stroj RF-5A Tigereye, který v upravené přídi nesl čtyři 70 mm kamery KS-92. K dalšímu vybavení patřila čtveřice expozimetrů, odmlžovací zařízení a řídící počítač.
K náhradě zastaralých letounů Republic F-84F Thunderstreak a cvičných Lockheed T-33 Shooting Star objednalo nizozemské královské letectvo (RNAF) 75 jednomístných NF-5A a 30 dvoumístných NF-5B. Stroje byly produkovány v kooperaci závodů Canadair a Royal Netherlands Aircraft Factory-Fokker. Nizozemský podnik vyráběl hlavní část trupu od přídě po odnímatelné trupové zakončení, který se k finální kompletaci odesílal do Kanady. Dohotovené stroje byly přelétnuty na nizozemskou základnu Twenthe. V navigačním vybavení NF-5 Freedom Fighter byl dopplerovský radiolokátor Marconi, navigační počítač a stínítko s pohyblivou mapou. Na tři zesílené závěsníky bylo možné zavěsit přídavné nádrže po 1040 l, nástavec pro doplňování paliva během letu nebyl instalován. Po vyřazení z RNAF odebralo nejzachovalejší letouny Turecko.
11. srpna 1972 byla zalétána vylepšená verze, označená jako F-5E Tiger II (71-1417) s výkonnějšími motory J85-GE-21 o tahu po 22,24 kN. Velký důraz na manévrovatelnost F-5E byl vyřešen instalací zlepšených automatických klapek na náběžné i odtokové hraně křídla. Rozšířením trupu došlo i ke zvětšení rozpětí a velké přechody křídla do trupu zvětšily také nosnou plochu Tigeru II. První dodávky F-5E se uskutečnily pro 425. taktickou stíhací squadronu USAF na jaře 1973. Dodávky zahraničním uživatelům začaly počátkem příštího roku. U jednotek USAF, US Navy a USMC dostaly F-5E také roli agresorů, v níž představovaly nepřátelské letouny ve školách vzdušného boje v USA, Velké Británii a na Filipínách.
Krátce nato vznikla na základě společných dílů také dvoumístná cvičná varianta F-5F s trupem prodlouženým o 1,22 m, která uskutečnila první let 25. září 1974. Hlavňovou výzbroj tvořil pouze jeden kanón M39. První let F-5F proběhl 25. září 1974 a první dva letouny (73--889 a 73-891) ukončily letové a kvalifikační zkoušky počátkem roku 1976.
Dalším vývojem pak Northrop v lednu 1979 uvedl na trh ještě průzkumnou verzi RF-5E Tiger Eye s vylepšenými navigačními systémy. Za prototyp sloužil upravený sériový letoun F-5E (78-11420) s modifikovaným trupem prodlouženým o 0,20 m pro průzkumné vybavení. Na přídi byla umístěna kamera pro šikmé snímkování směrem vpřed KS-87D1 s objektivy o ohniskové vzdálenosti 6 a 12 palců. Za ní bylo možno instalovat tři verze paletizovaných kamer pro různé druhy snímkování. Na všech úkolech mohl Tiger Eye nosit dvě rakety AIM-9 Sidewinder s ponechaným jedním kanónem M39. První sériový stroj, jeden ze dvou dodaných Královskému malajskému letectvu, vzlétl poprvé 15. prosince 1982. Saúdská Arábie si objednala 10 strojů RF-5E, z nichž první dva byly dodány v roce 1985. Tuto průzkumnou modifikaci provozoval Singapur jako RF-5S a Tchaj-wan pod označením RF-5E Tigergazer.
30. srpna 1982 vzlétla jednomotorová varianta s dvouproudovou pohonnou jednotkou F404-GE-100 a vícefunkčním palubním radiolokátorem AN/APG-67 (V). Později byla z propagačních důvodů označována F-20 Tigershark. 10. října 1984 byl první prototyp zničen při havárii. Druhý prototyp Tigersharku měl premiéru 26. srpna 1983, který také havaroval 14. května 1985 následkem ztráty vědomí pilota. Třetí F-20 vstoupil do letových zkoušek 12. května 1984. Během testů se z F-20 odpalovaly radiolokátorem naváděné rakety AIM-7F Sparrow, AIM-9 Sidewinder a AGM-65 Maverick. K sériové výrobě nakonec nedošlo.
Sériová výroba F-5 byla ukončena na počátku roku 1987 a dva poslední stroje byly dodány vojenskému letectvu v Bahrajnu. Z náhradních dílů Northrop ještě smontoval pět letounů F-5E a tři F-5F, z nichž poslední byl dodán vojenskému letectvu Singapuru v červenci 1989. Dva trupy F-5E byly použity pro výzkumný program Grumman X-29 se záporným šípem nosné plochy v roce 1984.
Na jaře 1995 započaly na AFB Kelly v Texasu zkoušky verze Northrop-Grumman F-5E Tiger IV se zdokonalenou avionikou. Ta zahrnovala integrovaný zobrazovací systém s displeji HUD a MFD, vícefunkční radar Westinghouse APG-66 a navigační systém Honeywell.
Prototyp dvousedadlovky nesl tovární označení N-156T a k záletu se dostal 10. dubna 1959 na základně Edwards AFB v Kalifornii. U amerického letectva byl typ označen Northrop T-38 Talon. Stal se prvním nadzvukovým cvičným strojem na světě.

## Uživatelé
Vyvážen byl hlavně do zemí NATO, ale sloužil také v Ekvádoru, Ethiopii, na Filipínách, Chile, Indonésii, Jordánsku, Keni, Mexiku, Súdánu, Thajsku a Tunisku. Licenčně se vyráběl také ve Švýcarsku, kde se do března 1985 smontovalo 84 F-5E a 6 F-5F u Swiss Aircraft Factory F+W. Na Tchaj-wanu bylo licenčně postaveno v rozmezí let 1974 až 1986 242 F-5E a 66 F-5F u společnosti AIDC jako Chung Cheng a v Jižní Koreji vzniklo 48 F-5E a 20 F-5F, které byly stavěny v období 1982 až 1986 v továrně KAL jako Chengoog-Ho.
V roce 2010 proběhla jejich modernizace.
- Bahrajn
  - Bahrajnské letectvo
- Botswana

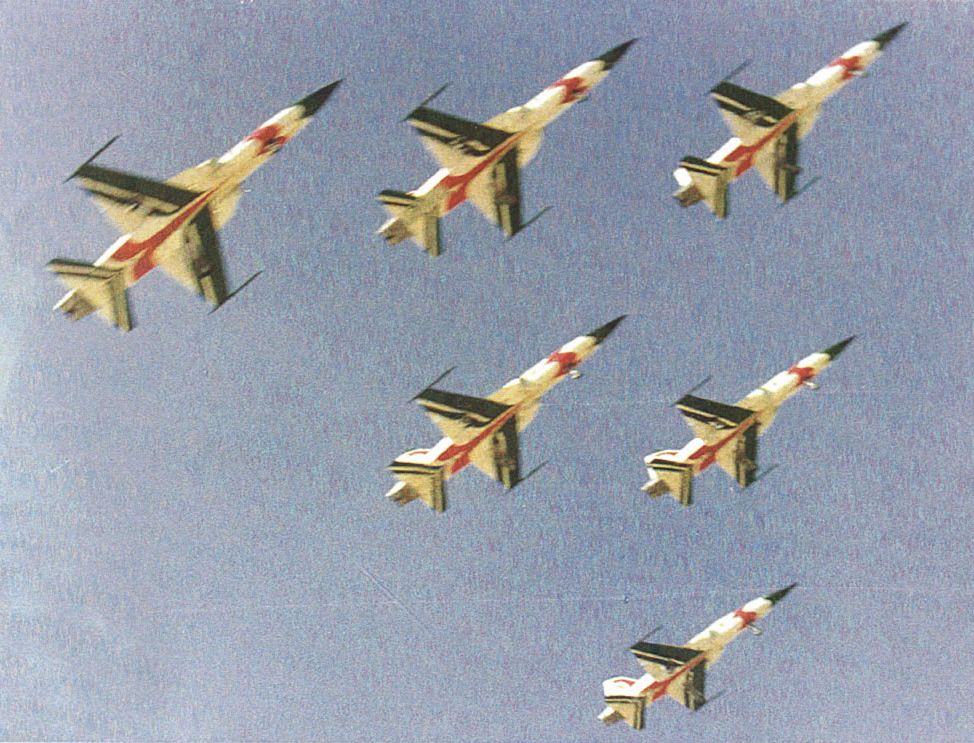
Akrobatická šestice F-5E Íránského císařského letectva

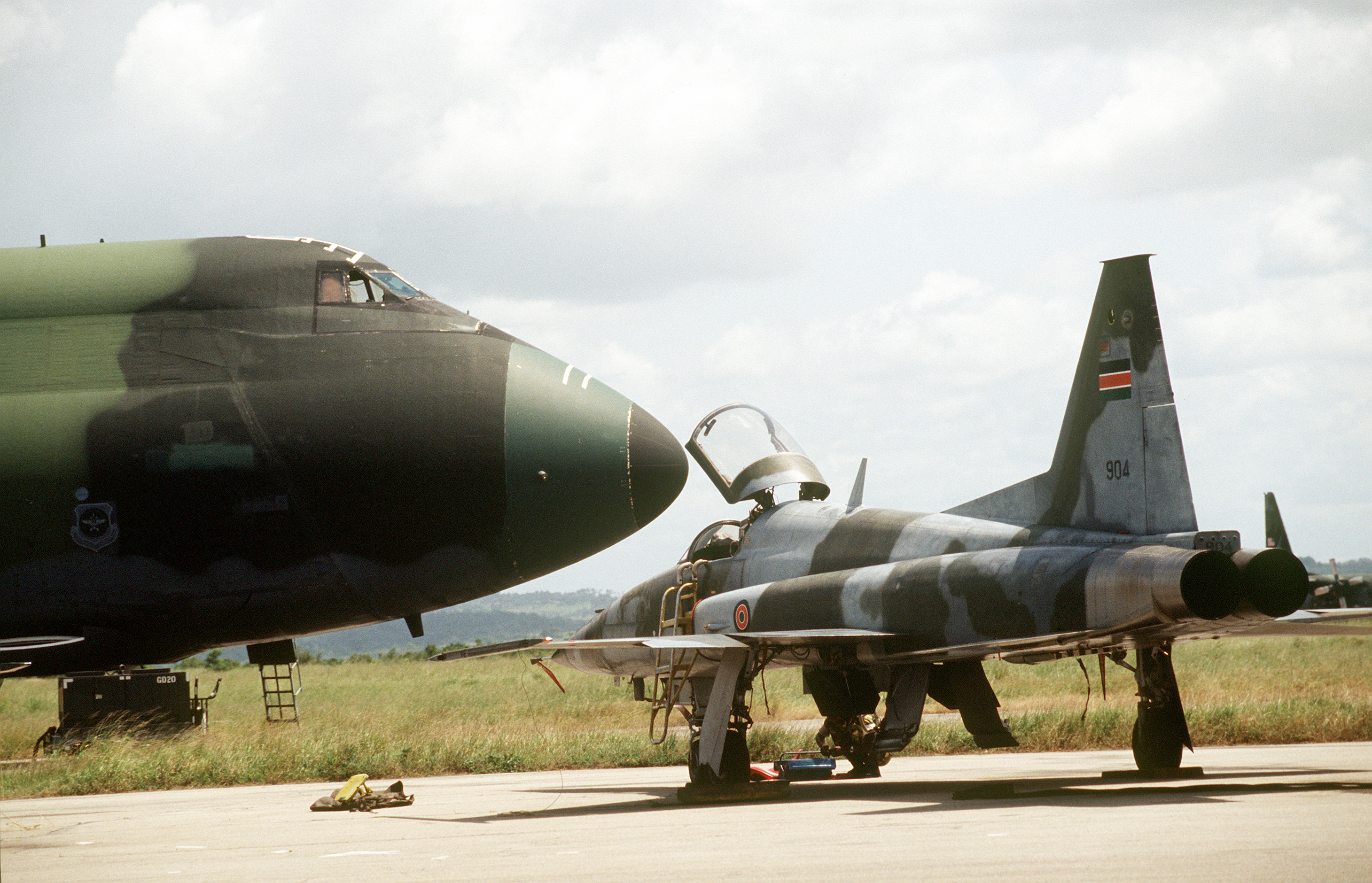
Keňský F-5 na letišti

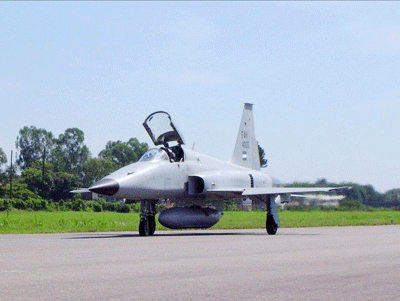
Honduraský F-5E

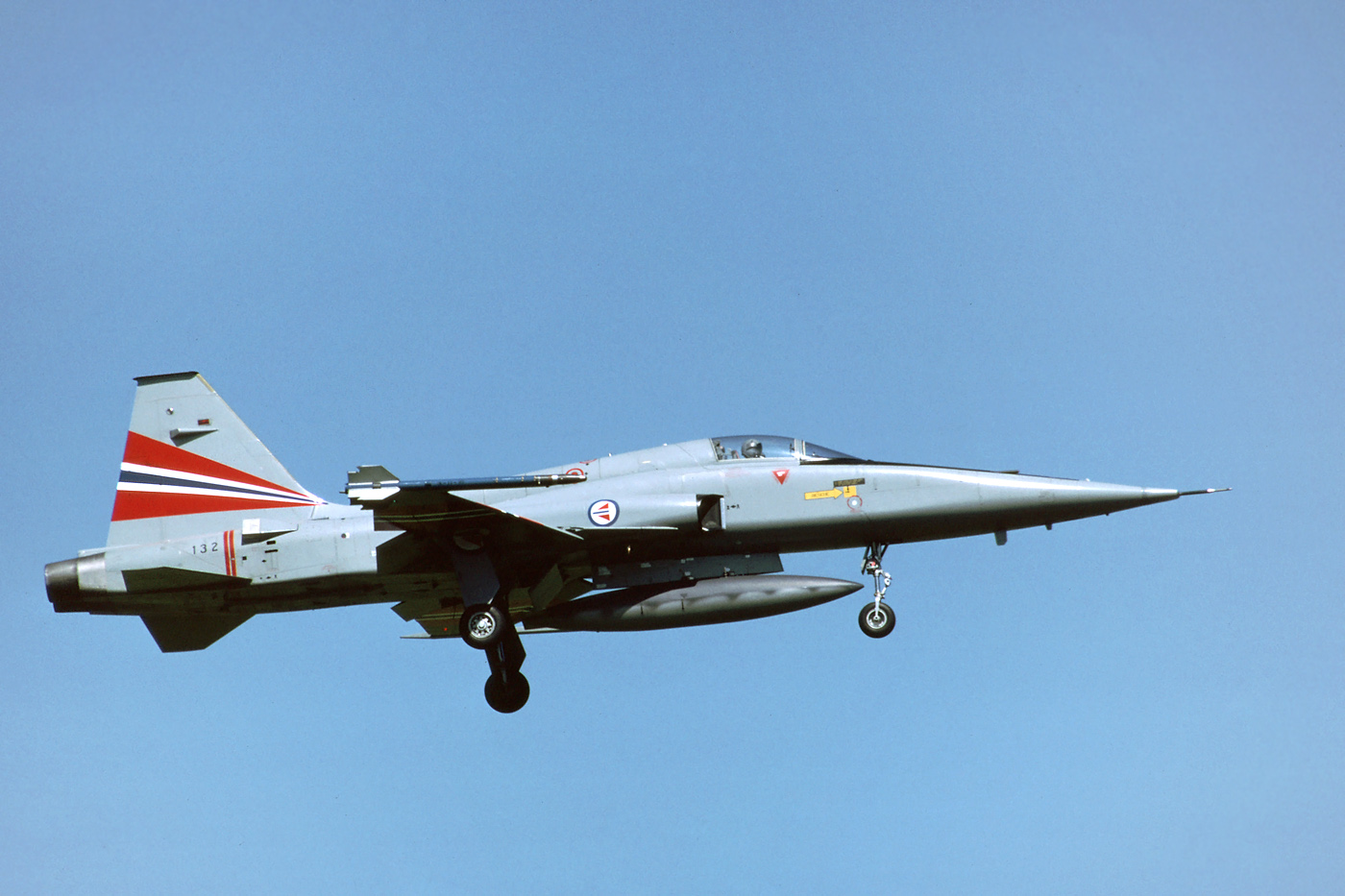
Norský F-5A

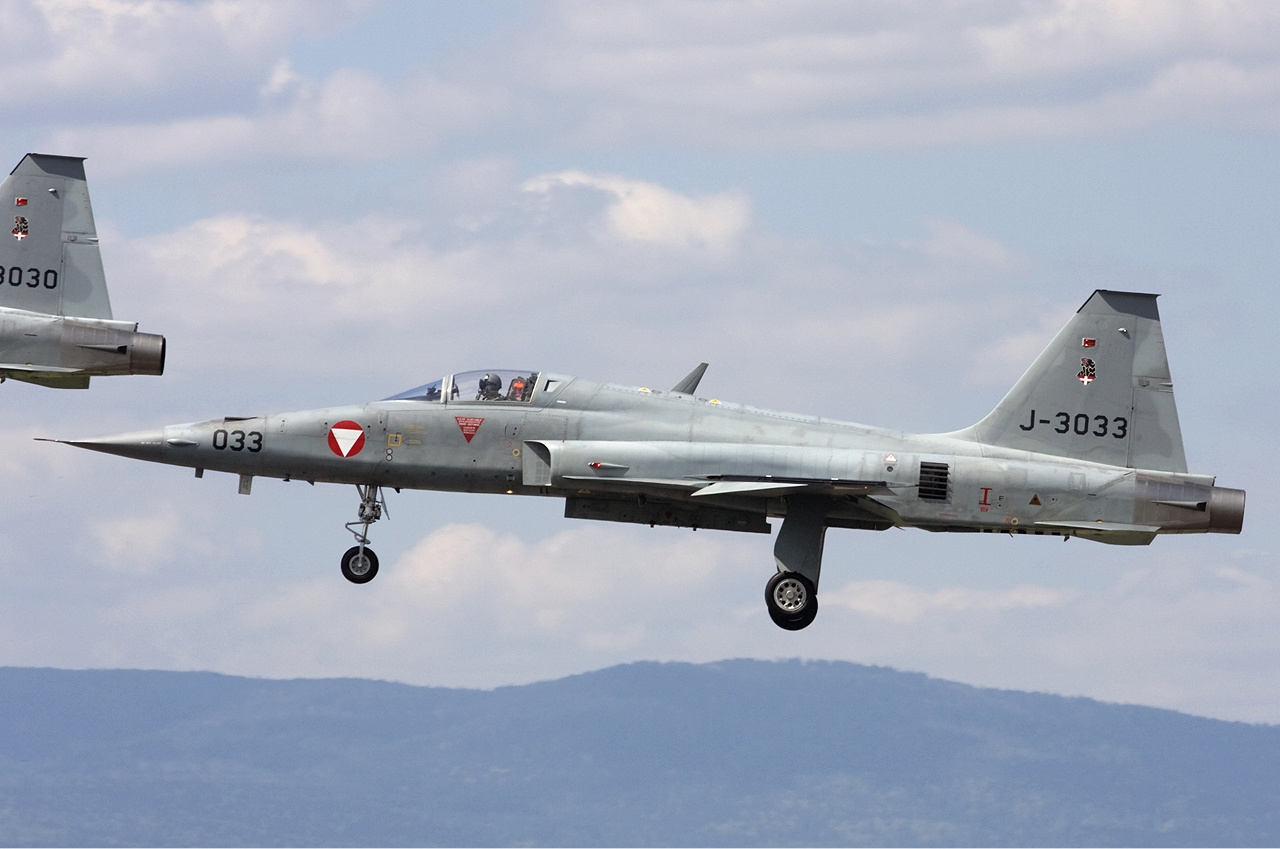
Rakouský F-5E Tiger II

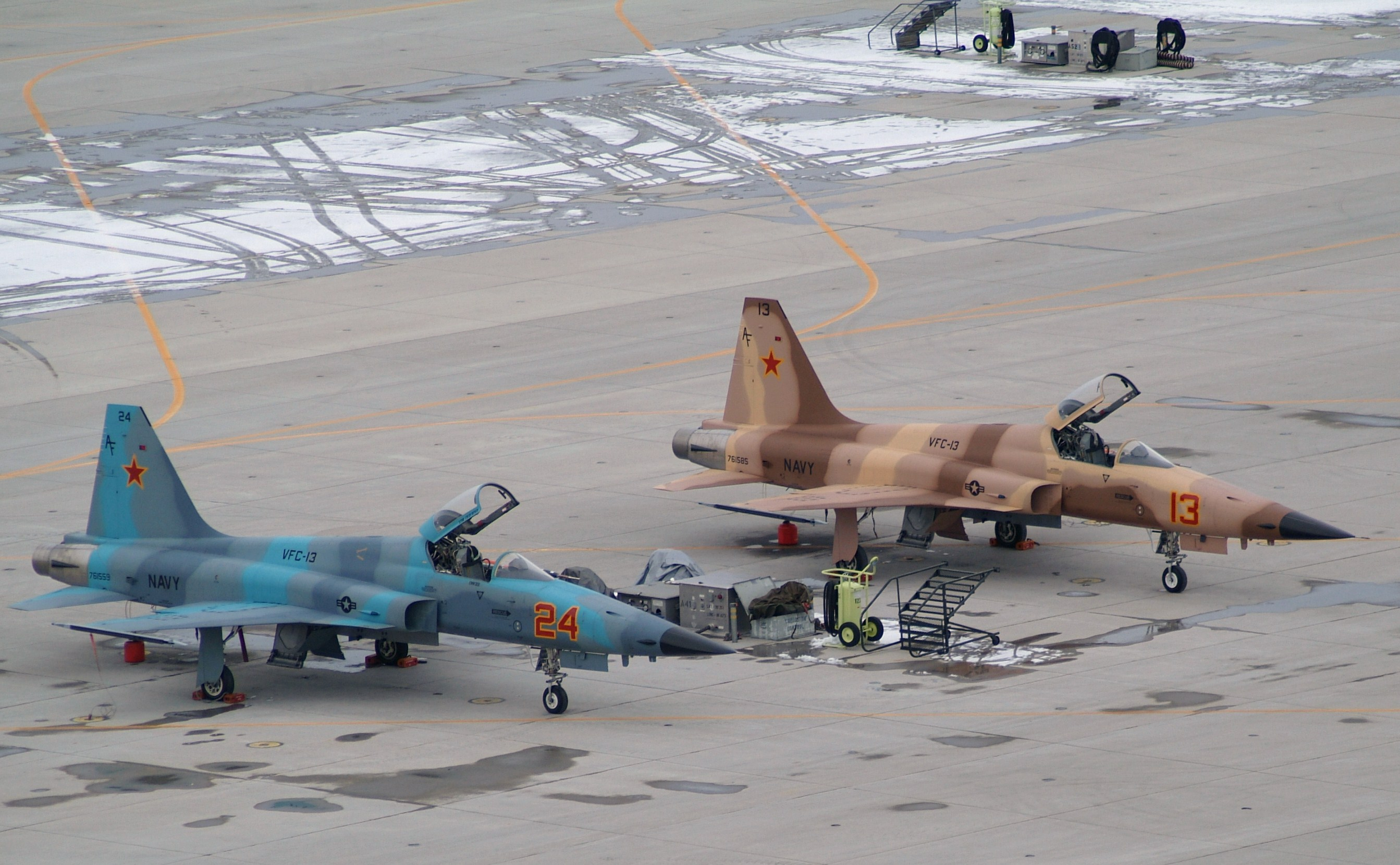
F-5 užívané US Navy jako cvičné

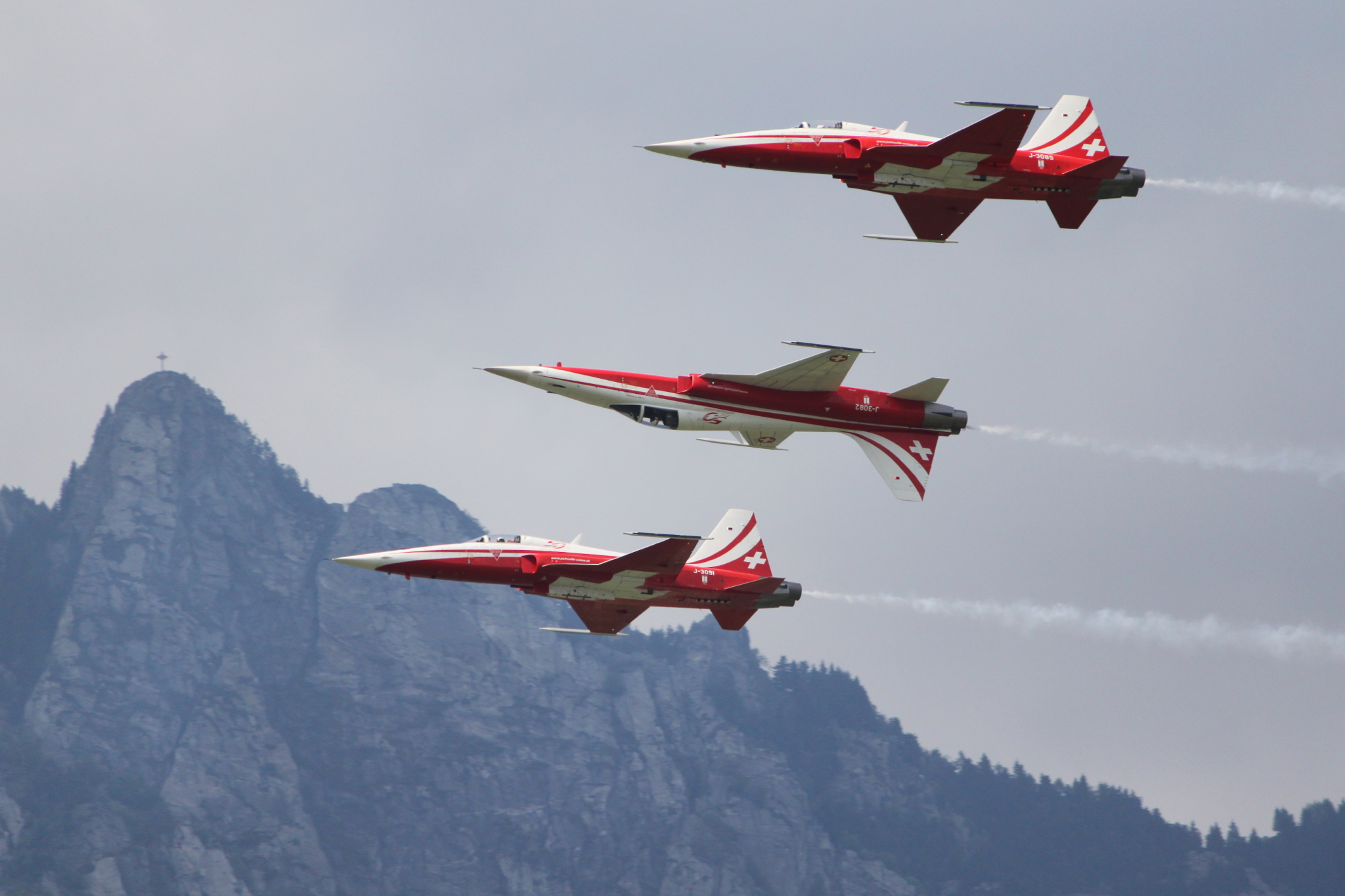
Letouny F-5 švýcarské akrobatické skupiny Patrouille Suisse

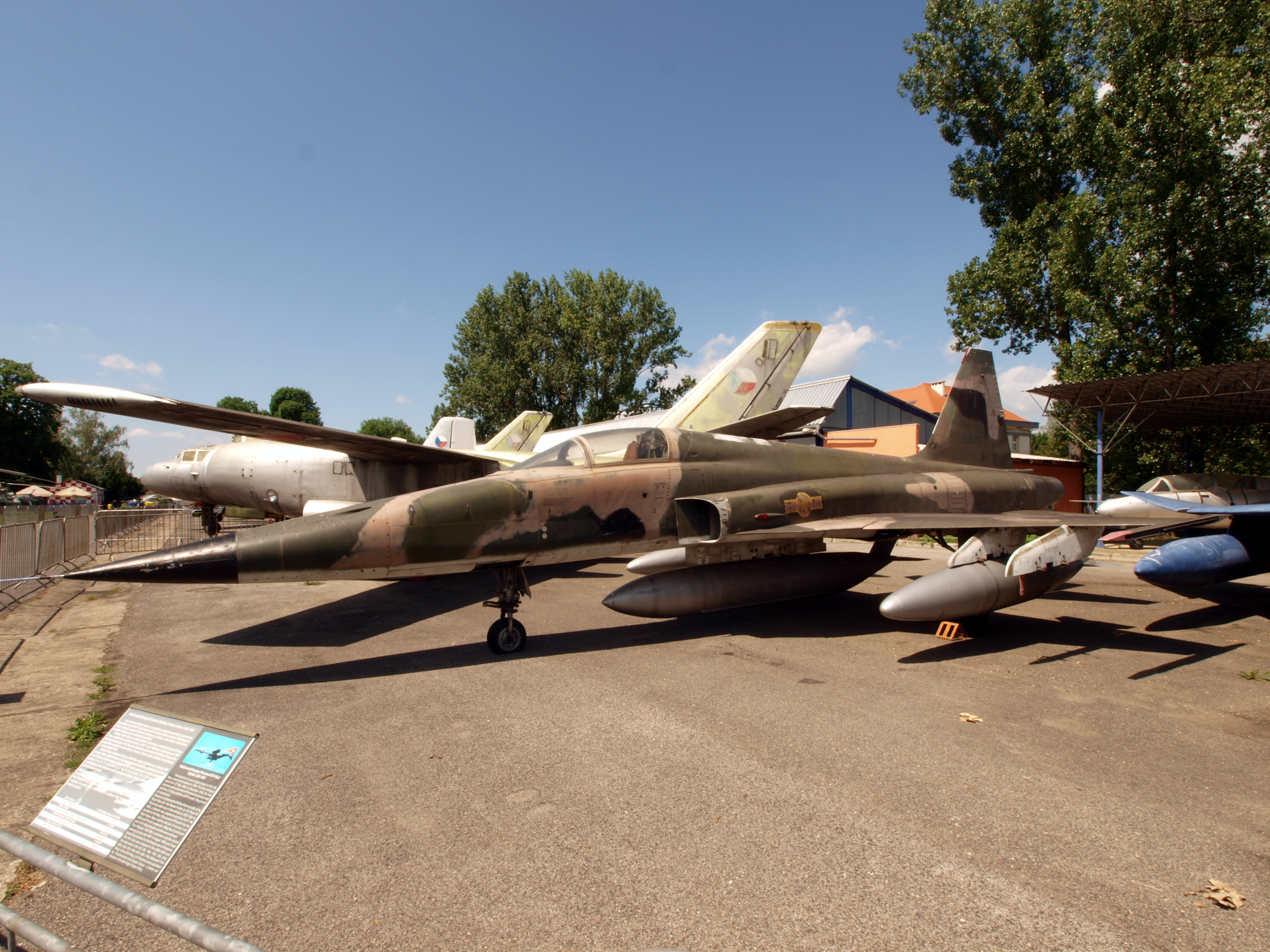
Bývalý vietnamský F-5E Tiger II v Leteckém muzeu Kbely

  - Botswanské letecké křídlo (Canadair CF-5)
- Brazílie
  - Brazilské letectvo
- Čínská republika
  - Letectvo Čínské republiky – Země získala více než 500 strojů různých verzí. Roku 1965 dodány první letouny F-5A/B Freedom Fighter. Tato verze dosloužila roku 1996 při výcviku a jako cvičné cíle QF-5. Roku 1974 dodán první letoun verze F-5E. Licenčně vyrobeno 242 F-5E a 66 F-5F. V 80. letech to byl hlavní stíhací letoun země. V této roli jej nahradily F-16 Fighting Falcon a AIDC F-CK-1 Ťing-kuo. F-5E/F Tiger II dosloužily roku 2023 ve výcviku. Nahradily je stroje AIDC T-5 Brave Eagle. Průzkumné letouny RF-5E Tigergazer byly vyřazeny roku 2025. Nahradit je mají průzkumné drony MQ-9B Sea Guardian a letouny F-16 Fighting Falcon s průzkumnými kontejnery MS-110 LOROP.[9][10]
- Etiopské císařství
  - Etiopské letectvo
- Filipíny
  - Filipínské letectvo
- Honduras
  - Honduraské letectvo
- Chile
  - Chilské letectvo
- Indonésie
  - Indonéské letectvo
- Írán
  - Íránské vojenské letectvo
- Jemen
  - Jemenské letectvo
- Jižní Korea
  - Letectvo Korejské republiky
- Jordánsko
  - Jordánské královské letectvo
- Kanada
  - Royal Canadian Air Force (Canadair CF-5)
- Keňa
  - Keňské letectvo
- Libyjské království
  - Libyjské královské letectvo
- Malajsie
  - Malajsijské královské letectvo
- Maroko
  - Marocké královské letectvo
- Mexiko
  - Mexické letectvo
- Nizozemsko
  - Nizozemské královské letectvo (NF-5)
- Norsko
  - Norské královské letectvo
- Rakousko
  - Rakouské letectvo (zapůjčeny Švýcarskem na překlenutí období před nákupem strojů Typhoon)
- Řecko
  - Řecké vojenské letectvo (F-5 a NF-5)
- Saúdská Arábie
  - Saúdské královské letectvo
- Singapur
  - Singapurské letectvo
- Sovětský svaz
  - Sovětské letectvo (testy několika exemplářů získaných z Vietnamské demokratické republiky a od etiopské komunistické junty Derg)
- Spojené státy americké
  - United States Air Force
  - United States Navy (cvičné)
  - Námořní pěchota Spojených států amerických (USMC Aviation) (cvičné)
- Súdán
  - Súdánské letectvo
- Španělsko
  - Španělské letectvo
- Švýcarsko
  - Švýcarské vzdušné síly
- Thajsko
  - Thajské královské letectvo
- Tunisko
  - Tuniské letectvo
- Turecko
  - Turecké letectvo (F-5/CF-5/NF-5)
- Venezuela
  - Venezuelské letectvo (CF-5)
- Vietnamská republika
  - Letectvo Vietnamské republiky
- Vietnam
  - Letectvo Vietnamské lidové osvobozenecké armády (ukořistěné exempláře)

## Varianty
Stíhací

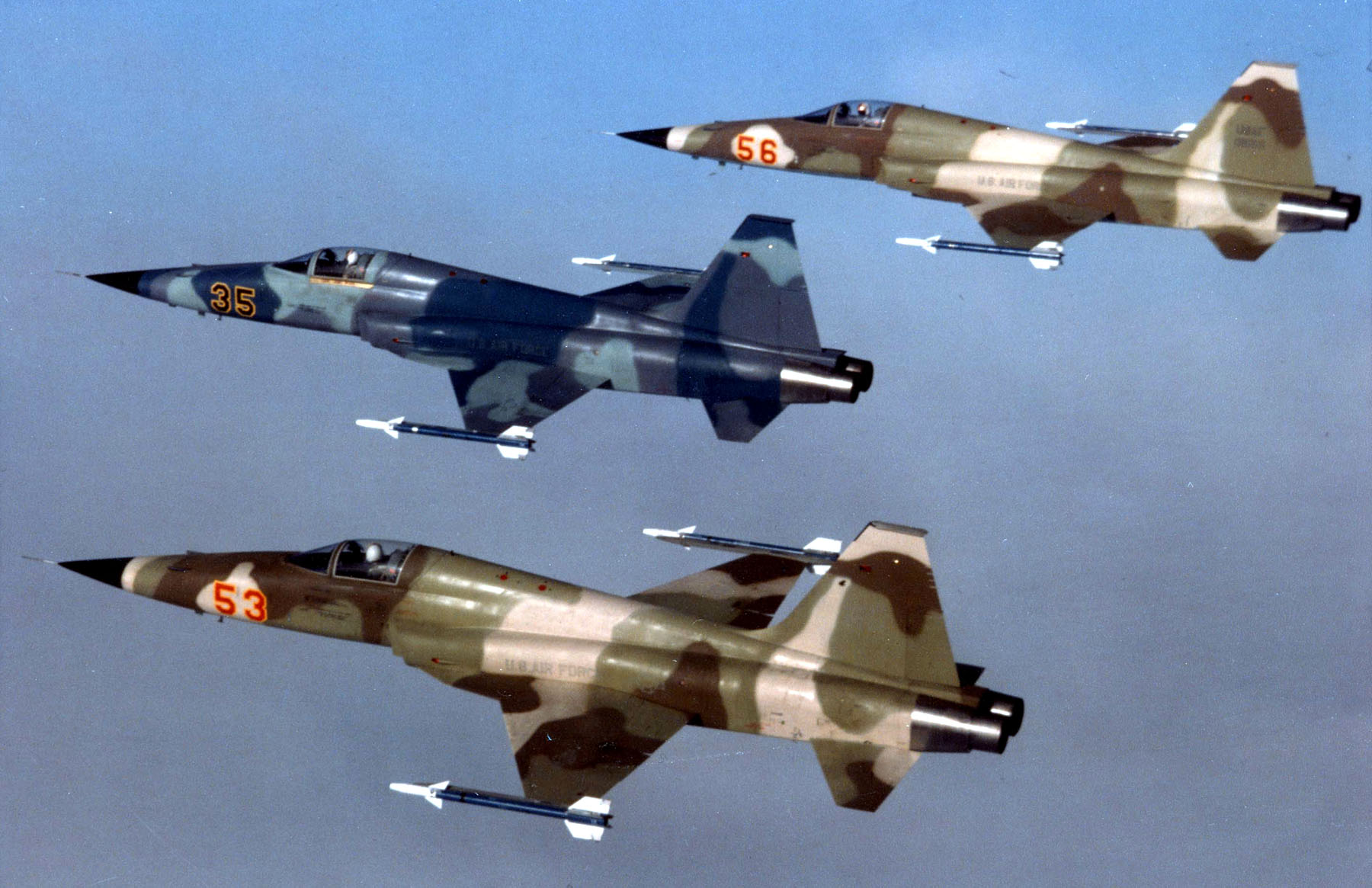
Formace amerických F-5E

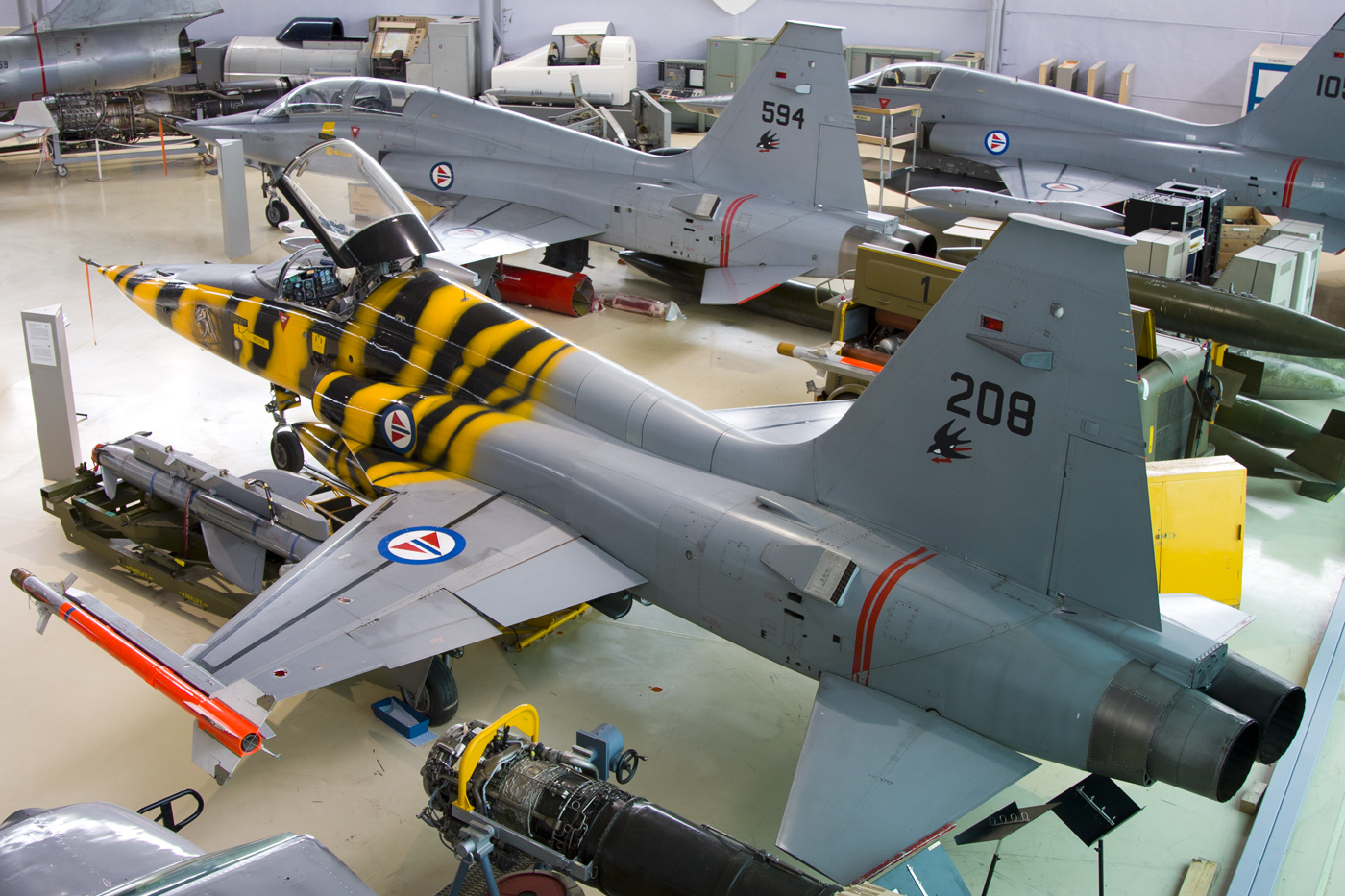
F-5A, 336 Skvadron RNoAF

- N-156F : První jednomístný stíhací prototyp postavený jen ve třech kusech.
- F-5A :
- F-5A (G) :
- XF-5A :
- F-5C Skoshi Tiger : Modifikace základního typu F-5A/B pro službu v Asii. Úprava se skládala z přidání pancéřových plátů, které chránily pilotní kabinu, pevného nástavce pro doplňování paliva za letu a modernizace palubních přístrojů včetně zaměřovače.
- F-5E Tiger II :
- F-5E Tiger III : Chilské modernizované stroje ve spolupráci s Izraelem s pokročilou avionikou, radarem Elta 2032 a s ovládacími prvky soustředěnými na plynové páce. Hlavňovou výzbroj tvořil jeden kanón Ford M39A2 ráže 20 mm a protiletadlové řízené střely Python 3/4.
- F-5G Tigershark : Zalétán 30. srpna 1982 na základně Edwards poháněný jedním turbodmychadlovým motorem General Electric F404-GE-400 s maximálním tahem 71,2 kN s výzbrojí dvou kanónů M39 ráže 20 mm. Na konce křídla bylo možno zavěsit PLŘS Sidewinder.
- F-5N :
- F-5S : Verze pro Singapur vybavená radarem FIAR Grifo F/X Plus

Průzkumné
- RF-5A : Základní průzkumná varianta stíhačky F-5A.
- RF-5A (G) : Průzkumná varianta stíhačky F-5A pro Norské letectvo.
- RF-5E Tigereye : Vylepšená průzkumná varianta stíhačky F-5E. Tato varianta byla exportována do - Saúdské Arábie, Íránu a Malajsie.

Cvičné
- F-5B : Dvoumístná cvičná varianta.
- F-5B(G) : Dvoumístná cvičná varianta F-5B pro Norské letectvo.
- F-5-21 : Dočasná testovací varianta YF-5B.
- YF-5B : Jeden letoun F-5B využitý jako prototyp F-5E Tiger II.
- F-5D : Nikdy nerealizovaná cvičná varianta.
- F-5F Tiger II : Pokročilá dvoumístná cvičná varianta.
- F-5F Tiger III : Vylepšená verze F-5F pro Chilské letectvo.
- F-5T : Vylepšená verze F-5F pro Singapurské letectvo.

## Exemplář v ČR

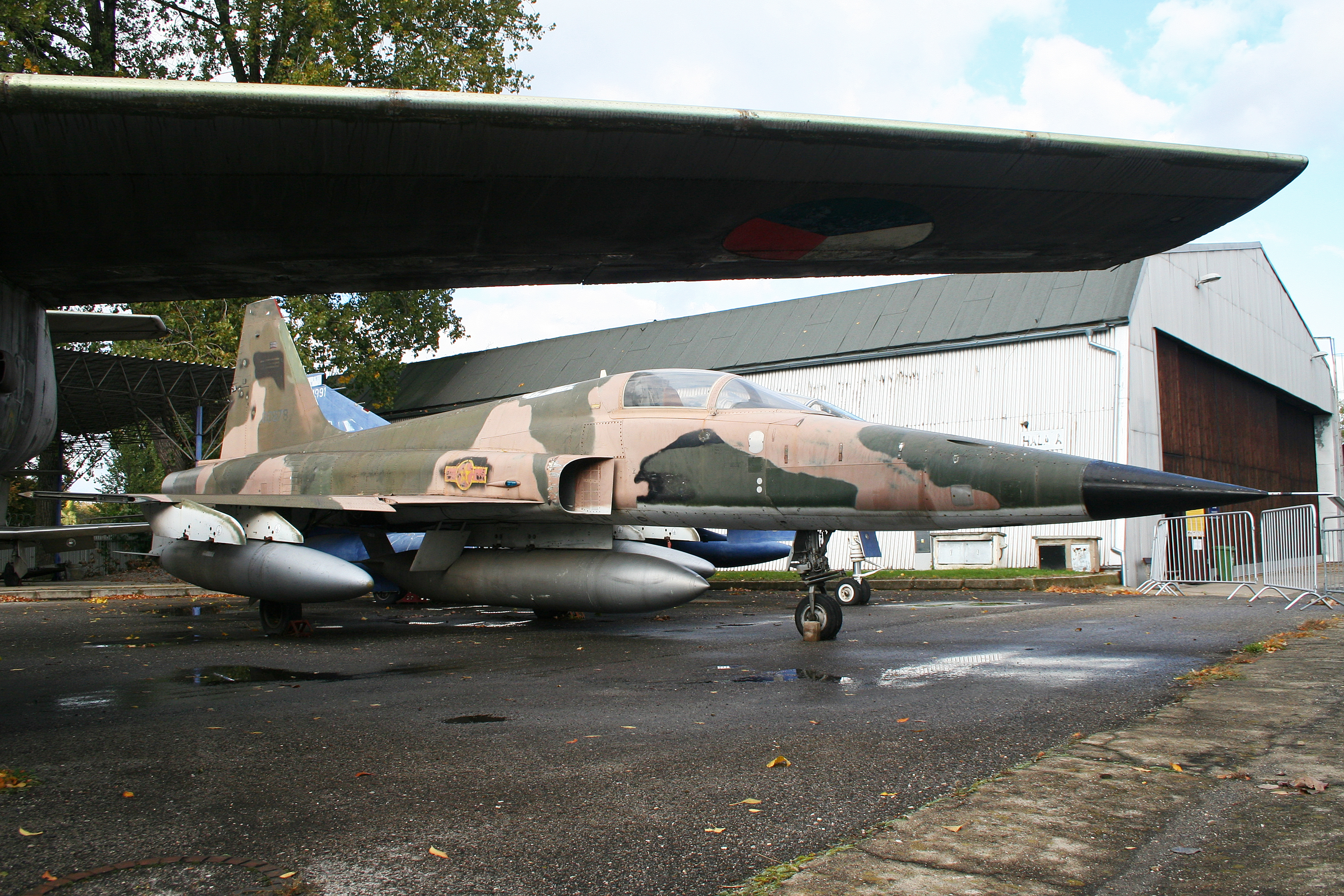
F-5E Tiger II v Leteckém muzeu Kbely

Ve sbírkách Vojenského historického ústavu Praha se nachází exemplář F-5E Tiger II se sériovým číslem S/N 73-00878. Jihovietnamské letectvo jej nasazovalo od června 1974. V dubnu 1975 byl ukořistěn a do roku 1978 provozován severovietnamským letectvem. V roce 1981 vietnamská vláda nabídla ukořistěné letouny spřáteleným státům ke studijním účelům. Exemplář pro Československo byl rozebraný přepraven do Aera Vodochody, kde byl zkoumán. Vybrané agregáty byly odeslány dalším podnikům. V roce 1983 byl nekompletní letoun převezen do Leteckého muzea Kbely. Do venkovní expozice byl umístěn na konci 80. let.

## Specifikace (F-5E/F)

### Technické údaje
- Rozpětí: 8,13 m
- Délka: 14,45 m
- Výška: 4,08 m
- Plocha křídla: 17,28 m²

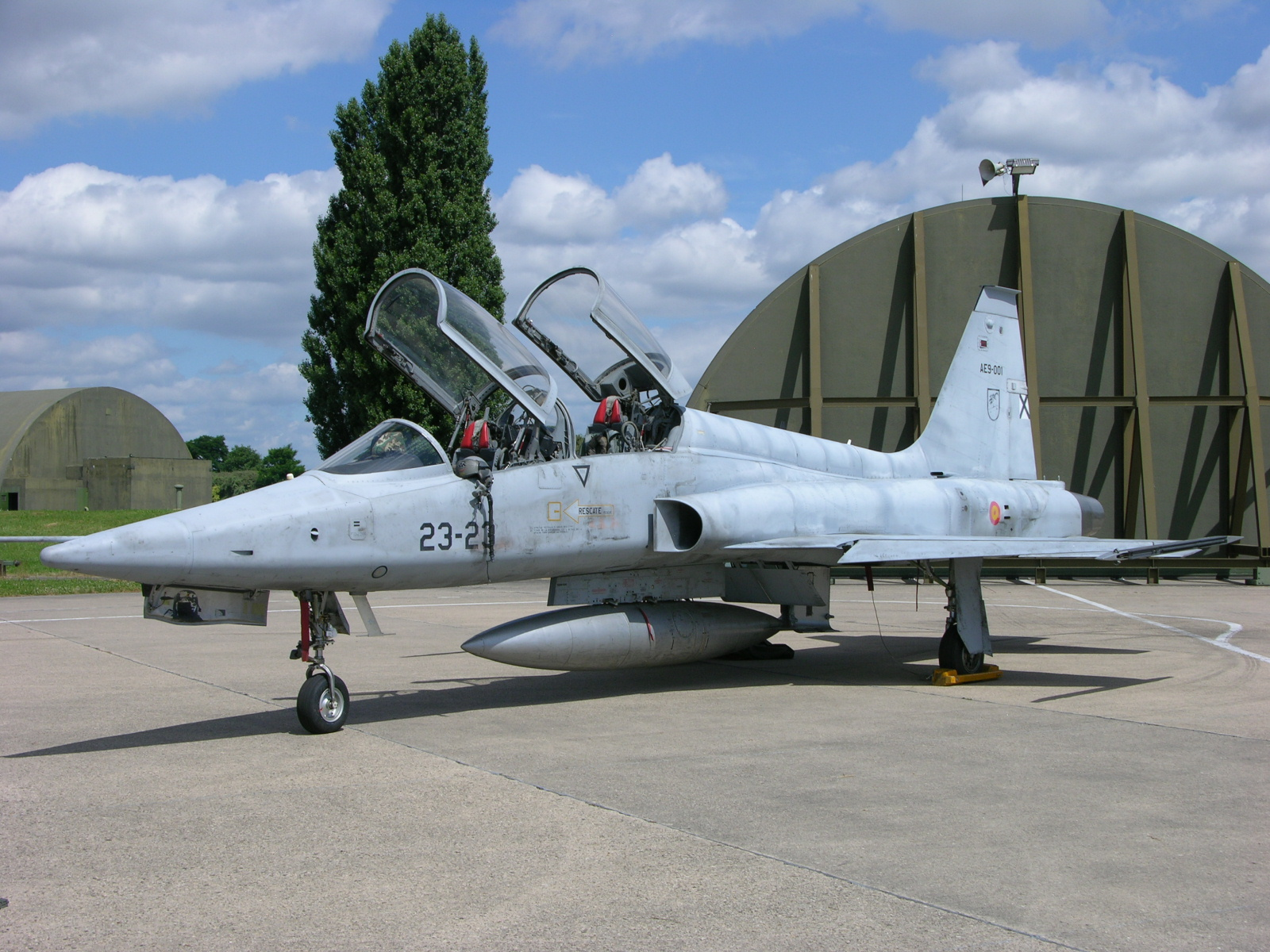
Španělský F-5B M Freedom Fighter

- Profil křídla: NACA 65A004.8 u kořene, NACA 64A004.8 na konci křídla
- Hmotnost prázdného stroje: 4 349 kg
- Vzletová hmotnost: 7 157 kg
- Maximální vzletová hmotnost: 11 190 kg
- Pohonná jednotka: 2× proudový motor General Electric J85-GE-21B s devítistupňovým axiálním kompresorem, každý o tahu 15,5 kN / 22,2 kN s přídavným spalováním
- Zero-lift drag coefficient: 0,0200
- Plocha čelního odporu: 0,32 m²
- Štíhlost křídla: 3,86
- Zásoba paliva: 2563 l ve vnitřních nádržích, 1040 l ve třech přídavných nádržích

### Výkony
- Maximální rychlost: 1734 km/h (Mach 1,63) ve velké výšce
- Cestovní rychlost:
- Dostup: 15 800 m
- Stoupavost: 175 m/s
- Akční rádius: 1400 km
- Přeletový dolet: 3720 km

### Výzbroj
- 2 × 20mm kanón M39A2 s 280 náboji
- Do 3 180 kg výzbroje (řízené střely - AIM-7 Sparrow, AIM-9 Sidewinder, AGM-65 Maverick, AIM-120 AMRAAM a protiradarové řízené střely AGM-45 Shrike.)

## Zajímavosti
Ve verzi F-5F Tiger II byly použity pro natáčení filmu Top Gun s Tomem Cruisem, kde je filmaři vydávali za letoun MiG-28, který ve skutečnosti neexistoval.
Tyto stroje využívá turecká akrobatická skupina Turkish Stars a švýcarská akrobatická skupina Patrouille Suisse.